# 楊斆
楊斆（15世紀—15世紀），山西太原府忻州人，明朝政治人物。

## 生平
楊斆是正統九年（1444年）甲子科山西鄉試舉人，十三年（1448年）戊辰科進士，十四年（1449年）授南京廣西道監察御史，景泰六年（1455年）南京左副都御史軒輗奉敕考察時被指輕浮傲物，謫為驛丞，天順元年（1457年）陞新都縣知縣，捐資在當地改建學宮在縣署東面，為政有聲譽，後陞兵馬司指揮。

## 引用
1. 1 2  光緒《忻州志·卷二十八·科第》：明進士……正統戊辰科 楊斆，歷任南京雲南道御史，以直言左遷新都縣，有治稱，陞兵馬司指揮。……明鄉舉……正統甲子科 楊斆，甯子，見進士。
2. ↑  《明英宗睿皇帝實錄·卷一百七十七》：（正統十四年四月）庚午擢進士王璧、羅俊、張鎣、朱永寧、程昊、李玘、倪敬、謝騫、徐溥、楊宜、吳淳、王常、李本道、沈義、沈琮、戴昂、黃溥、葉普亮、王豪、桂怡、朱瑄、邢宥、楊文琳、陳璘、陸阜、楊斆、余復、黃譽為兩京監察御史。
3. ↑  于謙《忠肅集·卷十》：兵部為夷人進貢事内府，抄出鎮守薊州永平山海等處右少監郁永題，景泰四年十二月初二日……又該南京廣西等道監察御史楊斆等奏……
4. ↑  《明英宗睿皇帝實錄·卷二百五十八·廢帝郕戾王附錄第七十六》：（景泰六年九月）戊子降南京監察御史苗穟、李堅、潘鏞、孔鑰俱為典史，秦紘、戴昂、楊斆俱為驛丞，時南京都察院左副都御史軒輗奉敕考察，穟等文移欠通，紘擅受詞狀，昂故違禮分，斆輕浮傲物，具名以聞俱降之。
5. ↑  《明英宗睿皇帝實錄·卷二百八十》：（天順元年七月戊子）陞縣典史倪敬、婁濬、左源、汪清、蘇廉祿、白瑛、金澤、王儀、孔鑰、李堅、宋瑮、嚴樞、朱倫、黃讓、盛昶、王紀，驛丞吳節、秦紘、章亮、陳顥、劉紀、林璟、楊斆、戴昂俱為知縣，敬等景泰時以御史降除雜職，至是有詔風憲官坐事降職無贓者俱對品調用之，故有是命。
6. ↑  道光《新都縣志·卷七》：楊斆，忻州人，天順年間監察御史，謫新都知縣，以學宮舊在西南隅湫隘弗稱，捐貲倡議改建於縣署之東，邑中士子多登科第 同上（康熙時舊縣志）。